# Rodolfo Zorzi
Rodolfo Zorzi (Udine, 11 novembre 1897 – ...) è stato un calciatore e arbitro di calcio italiano, di ruolo difensore.

## Carriera

### Giocatore
Militò per sei stagioni consecutive con il Vicenza, debuttando in massima serie il 12 ottobre 1919 in Vicenza-Udinese (0-1). Complessivamente ha giocato 85 partite con la formazione berica, senza mai segnare.

### Arbitro
Prese la tessera di arbitro nel 1923.
Terminata la carriera da calciatore si trasferì a Belluno ed iniziò a fare l'arbitro; dal 1929 al 1934 arbitrò complessivamente 21 partite in Serie A.